# Мартин, Мейлана
Мейлана Линн Мартин (англ. Maylana Lynn Martin; родилась 17 апреля 1978 года, Гонолулу, штат Гавайи, США) — американская профессиональная баскетболистка, выступала в женской национальной баскетбольной ассоциации. Была выбрана на драфте ВНБА 2000 года в первом раунде под общим 10-м номером командой «Миннесота Линкс». Играла на позиции лёгкого форварда. По окончании спортивной карьеры вошла в тренерский штаб команды NCAA «Портленд Пилотс». В последнее время занимала должность ассистента главного тренера студенческой команды «Пеппердайн Вэйвз».

## Ранние годы
Мейлана родилась 17 апреля 1978 года в городе Гонолулу (штат Гавайи) в семье Лоуэлла и Мэри Мартин, у неё есть брат, Лоуэлл, и сестра, Лори, а выросла она в городе Перрис (штат Калифорния), где училась в одноимённой средней школе, в которой выступала за местную баскетбольную команду.